# Video4Linux
Video4Linux (kurz V4L) ist eine Video-Aufnahme-API (Programmierschnittstelle) für Linux. Viele Webcams, TV-Karten, und andere Geräte werden unterstützt. Video4Linux ist eng in den Linux-Kernel integriert und wurde nach Video for Windows (abgekürzt „V4W“) benannt, hat aber technisch nichts damit gemeinsam.
V4L steht aktuell in der zweiten Version zur Verfügung. Die erste Version wurde zu einem späten Zeitpunkt im Entwicklungszyklus des 2.1.x-Kernels eingeführt. In der zweiten Version wurden mehrere Designfehler korrigiert. Sie tauchte das erste Mal im 2.5.x-Kernel auf. Treiber für Video4Linux2 beinhalten einen Kompatibilitätsmodus für Video4Linux1-Anwendungen, jedoch ist die Unterstützung teilweise unvollständig, und es wird empfohlen, V4L2-Geräte im V4L2-Modus anzusprechen.

## Software, die Video4Linux unterstützt
- MPlayer und der dazugehörige MEncoder
- MythTV
- VLC media player
- Xine
- FFmpeg
- das GStreamer-Framework (beispielsweise durch KDE4 mittels Phonon)
- aMSN
- Ekiga
- FreeJ
- Skype
- Cheese
- kdetv
- tvtime
- xawtv
- Zapping
- Jitsi
- Mozilla Firefox